# 최진호 (성악가)
최진호(1993년 11월 10일 ~)는 대한민국의 성악가다. 

## 학력
- 청주 산성초등학교
- 청주 금천중학교
- 충북예술고등학교
- 경희대학교 성악과 학사

## 방송
- 팬텀싱어 2 (2017) - Top28(27위)
- 제1회 CTS 가스펠 경연대회 (2018) - 동상
- 팬텀싱어 3 (2020) - Top24(23위)

## 공연
- 제52회 청주시립합창단 정기공연 - 봄이 오듯이 (2018)
- 라 보엠 - 빠삐뇰 역
- 나비부인 - 고로 역

## 음반
- Tenor Choi Jin Ho (2000)
- 테너 최진호 (2009)
- 주옥같은 세계명가곡 노래의 날개위에 제 1집 (2013)
- 팬텀싱어2 Episode 2 (2017)
- 팬텀싱어2 Episode 3 (2017)
- 팬텀싱어3 Episode.2 (2020)
- 팬텀싱어3 Episode.5 (2020)
- 팬텀싱어3 Episode.6 (2020)